# 宮殿音樂廳 (布加勒斯特)
宮殿音樂廳（羅馬尼亞語：Sala Palatului）是位於羅馬尼亞布加勒斯特的一處會議中心兼音樂廳。建於1959–1960年間，緊鄰國立藝術博物館，現在經常舉辦國際性會議如联合国欧洲经济委员会、世界人口大會、世界能源大會等。此外，艾內斯科音樂節也在這裡舉行。

## 建築資訊
主廳的席位為4,060，至於面積達2,000平方米的入口大廳則經常作為靜態展覽使用。另外有8間可容納20至30人左右的小型會議室。

## 外部連結
- 官方网站

44°26′20″N 26°05′42″E / 44.4389°N 26.095°E